# Helsinge
Helsinge é um município da Dinamarca, localizado na região oriental, no condado de Frederiksborg.
O município tem uma área de 146 km² e uma  população de 19 398 habitantes, segundo o censo de 2004.